# هنری جهانس
هنری جهانِس (به ارمنی Հենրի Ջոհանէս - به انگلیسی Henry Johanes)، (زاده ۱۹۳۲، در مسجد سلیمان - درگذشته ۲۰۱۴، در تهران)، یک تنیس‌باز ارمنی‌تبار اهل ایران بود.

## زندگی‌نامه
۱۳۱۱ خورشیدی
۱۳۹۳ خورشیدی
هنری جهانس تحصیلات ابتدایی خود را در دانشگاه تهران با رتبه اول به پایان رساند، رشته پزشکی را در دانشگاه تهران در رشته‌های پزشکی عمومی و جراحی فرا گرفت سپس به سوئد رفت و جراحی پلاستیک را در دانشگاه اپسالا آموخت و در پایان تحصیلش به ایران بازگشت. وی همچنین قهرمان تنیس ایران بود. هنری جهانس همراه با ژرژ آفتاندیلیان و آرشام یسایی و تنی چند در اولین دوره مسابقات تنیس در بازی‌های آسیایی، در سال ۱۹۵۸ (۱۳۳۷ خورشیدی) شرکت نمودند. وی دکتر جراح ترمیمی نیز بود.

## کارنامه ورزشی
- کسب مدال طلا در مسابقات دانشجویان در رم، (۱۳۳۴)
- کسب مدال طلا در مسابقات دانشجویان در پاریس، (۱۳۳۵)
- قهرمان در مسابقات تنیس دانشجویان ایران، (۱۳۳۶)
- شرکت در بازی‌های آسیایی ۱۹۵۸ میلادی در ترکیب ایران